# Arrampicata ai XVIII Giochi asiatici
Le gare di arrampicata ai XVIII Giochi asiatici si sono svolti allo Jakabaring Sport Complex di Palembang, in Indonesia, dal 23 al 27 agosto 2018.

## Nazioni partecipanti
Ai Giochi hanno partecipato 121 atleti provenienti da 16 nazioni differenti.
- Cina (18)
- Corea del Sud (14)
- Filippine (1)
- Giappone (4)
- Hong Kong (4)
- India (3)
- Indonesia (20)
- Iran (8)
- Kazakistan (13)
- Malaysia (7)
- Mongolia (3)
- Nepal (2)
- Pakistan (2)
- Singapore (7)
- Taipei cinese (1)
- Thailandia (14)

## Podi

### Uomini
| Evento          | Oro                                                                 | Argento                                                         | Bronzo                            |
| Speed           | Reza Alipour                                                        | Zhong Qixin                                                     | Aspar Jaelolo                     |
| Staffetta speed | Muhammad Hinayah Veddriq Leonardo Rindi Sufriyanto Abudzar Yulianto | Muhammad Fajri Alfian Aspar Jaelolo Sabri Septo Wibowo Siburian | Li Jinxin Liang Rongqi Ou Zhiyong |
| Combinata       | Chon Jong-won                                                       | Kokoro Fujii                                                    | Tomoa Narasaki                    |

### Donne
| Evento          | Oro                                                             | Argento                      | Bronzo                                       |
| Speed           | Aries Susanti Rahayu                                            | Puji Lestari                 | He Cuilian                                   |
| Staffetta speed | Fitriyani Puji Lestari Aries Susanti Rahayu Rajiah Sallsabillah | Deng Lijuan Niu Di Pan Xuhua | He Cuilian Ni Mingwei Qiu Haimei Song Yiling |
| Combinata       | Akiyo Noguchi                                                   | Sa Sol                       | Kim Ja-in                                    |

## Medagliere
| #      | Nazione       | Oro | Argento | Bronzo | Totale |
| ------ | ------------- | --- | ------- | ------ | ------ |
| 1      | Indonesia     | 3   | 2       | 1      | 6      |
| 2      | Corea del Sud | 1   | 1       | 1      | 3      |
| 2      | Giappone      | 1   | 1       | 1      | 3      |
| 4      | Iran          | 1   | 0       | 0      | 1      |
| 5      | Cina          | 0   | 2       | 3      | 5      |
| Totale | Totale        | 6   | 6       | 6      | 18     |